# Bolesna Braća
Bolesna Braća (Sick Rhyme Sayazz) ist eine kroatische Hip-Hop-Band aus Zagreb. Sie besteht aus den Rappern Baby Dooks und Bizzo Brigante. Ihre Tracks sind betont überdreht und lassen sich ein wenig mit der französischen Saïan Supa Crew vergleichen.
Ihr erstes Album erschien 2000 unter dem Titel Lovci na šubare (Die Muschi-Jäger), das zweite Radio Fanfara 2003. Darauf befindet sich ein Track mit dem deutschen Rapper Samy Deluxe. 2010 erschien mit Veliki Umovi 21. Stoljeća das dritte Album.

## Diskografie
- 2000: Lovci na šubare (HR: Silber)[1]
- 2003: Radio Fanfara